# George Diederich Benthien
George Diederich Benthien (né le 29 octobre 1767 à Wittingen et mort le 1er août 1836 à Bois-le-Duc) est un officier néerlandais de la Grande armée. Il sert dans l'armée française de 1810 à 1814, date à laquelle il rejoint l'armée néerlandaise où il servira jusqu'en 1826. 
Commandant des pontonniers lors de la bataille de la Bérézina en 1812, il participe à la construction des ponts sur la rivière Bérézina permettant la retraite des armées napoléoniennes prises en étau par les armées de Tchitchagov, Koutouzov et Wittgenstein. Parmi les 400 hommes ayant pris part à la construction et à l'entretien des ponts, il sera l'un des 8 survivants avec le sergent-major Schroeder et six de leurs hommes.

## Biographie

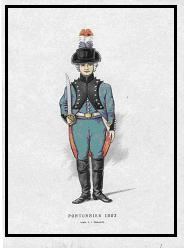
Pontonnier de l'armée impériale en 1812

Né à Wittingen le 29 octobre 1767, George Diederich Benthien est le fils de Joachim Benthien, capitaine de l'armée de Hanovre, et de Charlotte Flotho. En 1800, il épouse Machtelina Antonia Alberthoma Chevallier, alors âgée de 19 ans. Il commence sa carrière militaire dans l'armée de l'électeur de Hanovre en tant que fourrier. Il devient sergent dans l'armée batave en 1795, où il est promu capitaine des pontonniers, grade qu'il conserve dans l'armée impériale française en 1810 et qu'il occupe en 1812 lors de la campagne de Napoléon en Russie. Après la bataille, il est fait chevalier de la Légion d'honneur.
Il est fait prisonnier par les Prussiens en 1813. Libéré en 1814, il rejoint l'armée néerlandaise nouvellement formée le 24 juin 1814 au sein du régiment des Pontonniers, Mineurs et Sappeurs.

## Bataille de la Bérézina

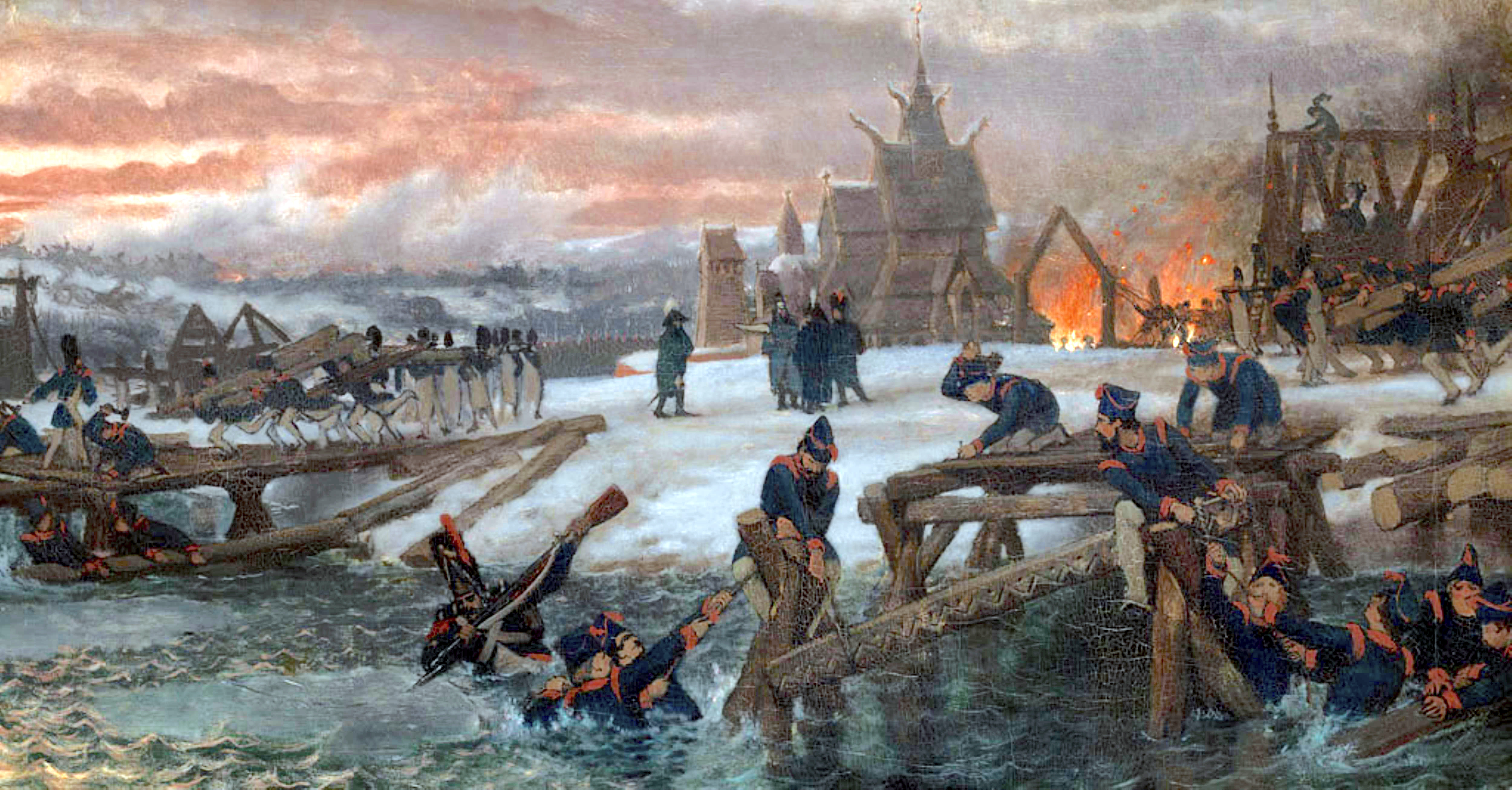
Les pontonniers du général Eblé dans la Bérézina.

Le 23 novembre 1812, durant la retraite de Russie, la Grande Armée se retrouve acculée contre la rivière Bérézina au nord du village de Borisov. Les armées russes de Tchitchagov y gardent les ponts afin d’empêcher la retraite française et provoquer son anéantissement en la prenant en étau entre la rivière et les armées de Koutouzov et  Wittgenstein. La grande armée parvient à traverser la rivière par un coup de force des corps de Génie sous le commandement du général Eblé.
Deux ponts sont construits à Stoudienka par les pontonniers néerlandais et polonais qui travaillent dans l'eau glacée les 26, 27, 28 novembre et réalisent et entretiennent ces deux ouvrages que la Grande Armée franchit le 26, dès 13 h, malgré l'opposition des trois armées russes.
George Diederich Benthien déclara que ses hommes sortaient de l'eau « Raides et à moitié morts de froid » et que « pour trouver des volontaires, il fallut offrir une récompense de cinquante francs. »

## Distinctions
- Chevalier de la Légion d'honneur